# Канавський Прокіп Феодосійович
Прокіп Феодосійович Канавський (27 травня 1896 (8 червня 1896), Бейзимівка — 12 липня 1978, там само) — український радянський народний байкар та читець.

## Із життєпису
У молодому віці наймитував, в радянські часи працював у колгоспі. Учасник Другої світової війни.

## Творчість
Писав байки та гуморески про минуле та сучасність сіл, про життя селян, у яких звеличував трударів та висміював нероб і дармоїдів. Таврував розпалювачів війни. Твори друкував У районній, обласній та республіканській пресі. Його вірші включено до колективної збірки «Народні співці Радянської України» (видана 1955 року), антології «Українська радянська байка» (1966). У 1960 році опублікував збірку «Байки» («Байкар Прокіп Канавський»).
Основні твори: «Дід Остап», «Мартин» (обидва — 1930-ті роки), «Лелека і Змія», «Два плуги», «Бджола і Трутень».